# New Ashford
New Ashford es un pueblo ubicado en el condado de Berkshire en el estado estadounidense de Massachusetts. En el Censo de 2010 tenía una población de 228 habitantes y una densidad poblacional de 6,53 personas por km².

## Geografía
New Ashford se encuentra ubicado en las coordenadas 42°36′39″N 73°13′31″O / 42.61083, -73.22528. Según la Oficina del Censo de los Estados Unidos, New Ashford tiene una superficie total de 34.91 km², de la cual 34.87 km² corresponden a tierra firme y (0.1%) 0.04 km² es agua.

## Demografía
Según el censo de 2010, había 228 personas residiendo en New Ashford. La densidad de población era de 6,53 hab./km². De los 228 habitantes, New Ashford estaba compuesto por el 93.86% blancos, el 0.88% eran afroamericanos, el 0% eran amerindios, el 1.32% eran asiáticos, el 0% eran isleños del Pacífico, el 0.44% eran de otras razas y el 3.51% pertenecían a dos o más razas. Del total de la población el 0.44% eran hispanos o latinos de cualquier raza.